# RbcL
Het rbcL-gen of ribulose 1-5 bifosfaat carboxylase Large subunit-gen is een gen op het chloroplast-DNA van planten. Het komt voor op het c-chromosoom en is ongeveer 1500 nucleotiden lang.
Het gen codeert voor de L-subunit van ribulose 1-5 bifosfaat carboxylase oxygenase, kortaf rubisco, een enzym dat een cruciale rol speelt in de fotosynthese.
Het gen wordt, omdat het reeds van bij het ontstaan van groene planten voorkomt en een aantal steeds terugkerende nucleotidesequenties heeft, zeer dikwijls gebruikt bij fylogenetisch onderzoek van planten.